# Volcán Morasurco

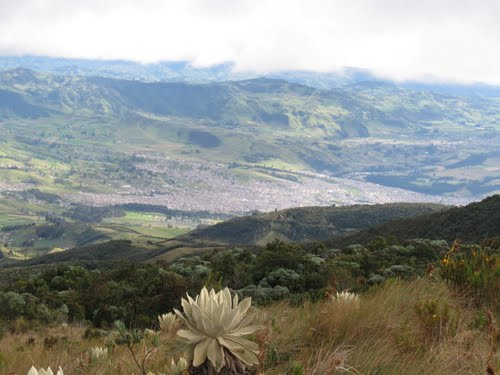
Páramo en la parte alta con la ciudad al fondo.

El Morasurco es un cerro o volcán inactivo del sur de Colombia en el departamento de Nariño bajo la jurisdicción del municipio de Pasto. Su zona de influencia, cubre un área aproximada de 80 km. Se encuentra ubicado al nororiente de la zona urbana de la mencionada ciudad. En sus alrededores se ubican otras montañas como Juanoy, El Oso, Tacines, Alto de Aranda y Las Ánimas.

## Toponimia
Su nombre se debe al color oscuro que rodea a la montaña, lo que pareciera ser un amplio cultivo de moras, lo que traduce su nombre como "surco de moras". Otra acepción del origen del nombre "Morasurco" puede ser la amplia producción de mora silvestre en la región.

## Fisiografía
Este presenta gran tamaño, una forma empinada muy poco accesible, está cubierto de bosque andino y bosque nublado, en su punto más alto se encuentran antenas de comunicación. En sus alrededores se establece clima frío y en la cumbre el páramo.
En la parte baja de la montaña pasa parte de la vía que hasta la década de 1970 comunicaba a Pasto con Buesaco, más conocida como antigua vía al norte.

## Vulcanología
El volcán ha estado inactivo desde la fundación del municipio y no registra erupciones, en sus alrededores se componen varias veredas, una de las cuales tiene su mismo nombre. Esta montaña es más conocida como Cerro Morasurco debido a no ser considerado volcán por gran parte de la población.

## Corregimiento
Alrededor del cerro se halla el corregimiento homónimo donde hay aproximadamente 20.000 habitantes. Se divide en las veredas de: Altos de Daza (cabecera), La Josefina, San Juan Alto, San Juan Bajo, Chachatoy, Tosoabí, Pinasaco, Tescual y San Antonio de Aranda.